# VR Dr16
De Dr16 is een Finse locomotief met dieselelektrische aandrijving voor het personenvervoer en het goederenvervoer van de spoorwegonderneming VR-Yhtymä (VR).

## Geschiedenis
In 1981 werd een aanbesteding geplaatst voor de bouw van diesellocomotieven. Op deze aanbesteding werd door vier fabrikanten ingeschreven. In de herfst van 1983 werden 23 locomotieven besteld bij Valmet. De eerste vier locomotieven werden als prototype gebouwd. De 2801 en 2802 werden voorzien van een motor van het Pielstick type 12PA4-V-200VG. De 2803 en 2804 werden voorzien van een motor van het Wärtsilä type Vasa 8V22. Deze locomotieven werden tussen 1985 en 1986 afgeleverd. In 1990 begon men met de productie van de locomotieven 2805 - 2809. Ook deze locomotieven werden door Valmat te Tampere gebouwd. De locomotieven 2010 - 2823 werden de volgende locomotieven gebouwd door Transtech te Oulu. Deze locomotieven werden voorzien van een motor van het Pielstick type 12PA4-V-200VG.
Op 9 februari 2000 botste locomotief 2814 met een sneltrein P 974 op het traject Oulu - Tornio met een auto. Door deze botsing ontspoorde bijna de hele trein. De locomotief werd dusdanig beschadigd dat die in hetzelfde jaar werd gesloopt.
In augustus 2006 botsten de locomotieven 2808 en 2820 frontaal. Ondanks de grote schade werden de locomotieven in de werkplaats te Hyvinkää hersteld.
Op 9 februari 2007 brandde locomotief 2812 in het noorden van Finland uit.

## Constructie en techniek
De locomotief heeft een stalen frame. De tractie installatie bestaat uit een dieselmotor gekoppeld aan een gelijkstroom dynamo. Op de draaistellen wordt elke as door een elektrische motor aangedreven. Er kunnen tot vier locomotieven in treinschakeling rijden.
De locomotieven zijn naast de buffers voorzien van automatische koppelingen.

## Nummers
De locomotieven werden door VR-Yhtymä als volgt genummerd:
- 2801 - 2809: gebouwd door Valmat
- 2810 - 2823: gebouwd door Transtech

De volgende locomotieven werden door VR-Yhtymä afgevoerd:
- 2000: (2814)
- 2004: (2801, 2803, 2804)
- 2009: (2802)